# Cathrine Zaborowski
Cathrine Elisabeth Zaborowski (* 3. August 1971) ist eine ehemalige norwegische Fußballspielerin, die von 1988 bis 1994 68 Mal für die A-Nationalmannschaft spielte und mit ihr 1993 den Europameistertitel gewann.

## Karriere

### Vereine
Zaborowski spielte in Asker für den dort ansässigen Asker Fotball, der Frauenfußballmannschaft des Asker SK in der 1. Divisjon. Während ihrer Vereinszugehörigkeit gewann sie mit ihrer Mannschaft viermal die Meisterschaft und zweimal den nationalen Vereinspokal. Sie gehörte der Mannschaft an, die am 15. Oktober 1988 das Finale um den nationalen Vereinspokal erreichte, jedoch dieses mit 0:1 gegen den Sprint/Jeløy SK verlor. Ihr erstes Tor im Seniorinnenbereich erzielte sie am 15. Mai 1989 (3. Spieltag) beim 4:1-Sieg im Auswärtsspiel gegen den SK Vard aus Haugesund mit dem 1:0-Führungstreffer in der 21. Minute; ihr letztes am 18. Juli 1993 (11. Spieltag) beim 3:1-Sieg im Auswärtsspiel gegen den FK Donn. 1994 begab sie sich in die Vereinigten Staaten zum Studienbeginn an der University of North Carolina at Chapel Hill. Dort gehörte sie dem Sport-Team der Bildungseinrichtung, den Tar Heels, in der Atlantic Coast Conference in der NCAA Division I an.

### Nationalmannschaft
Ihr Debüt als Nationalspielerin für den DBU gab sie in der U16-Nationalmannschaft, für die sie am 25. September 1986 in Lillestrøm das in Freundschaft das Länderspiel gegen die U16-Nationalmannschaft Israels bestritt, das mit 0:2 verloren wurde.
Für die A-Nationalmannschaft kam sie in sieben Jahren in 68 Länderspielen zum Einsatz. Ihr Debüt erfolgte am 1. Juni 1988 in Jiangmen im ersten Spiel der Gruppe B beim 4:0-Sieg über die Nationalmannschaft Thailands im FIFA-Frauen-Einladungsturnier 1988, das als inoffizielle Weltmeisterschaft in der Volksrepublik China ausgetragen wurde. In den fünf folgenden Turnierspielen – einschließlich des am 12. Juni 1988 in Guangzhou mit 1:0 gewonnenen Finales gegen die Nationalmannschaft Schwedens – wurde sie ebenfalls eingesetzt. Des Weiteren bestritt sie die letzten drei Spiele der EM-Qualifikationsgruppe 1 sowie die beiden EM-Viertelfinalqualifikationsspiele gegen die Nationalmannschaft der Niederlande. Im letzten Spiel der EM-Qualifikationsgruppe 1, beim 3:1-Sieg über die Nationalmannschaft Englands am 18. September 1988 in Blackburn, erzielte sie ihr erstes Länderspieltor.
Im Spieljahr 1989 bestritt sie die letzten sechs Länderspiele, darunter die beiden Spiele der EM-Finalrunde sowie zwei Freundschaftsländerspiele (8:0 vs. Finnland; am 9. Juni in Ålesund, 2:1 vs. Dänemark; am 16. August in Vejle) und die ersten beiden Spiel der EM-Qualifikationsgruppe 3. In den Spieljahren 1990 und 1991 bestritt sie mit jeweils 15 Einsätzen die meisten Länderspiele. Darauf entfielen jeweils sieben Freundschaftsländerspiele (5 S, 1 U, 1 N) und EM-Qualifikationsspiele, fünf Spiele im Turnier um den Open Nordic Cup, als Alternative der (seit 1982 nicht mehr ausgetragenen) Nordischen Meisterschaften (drei in Agia Napa (Zypern), zwei im portugiesischen Tróia), drei im Turnier um den Kanada-Pokal zwei in der EM-Finalrunde 1991 und alle sechs Spiele bei der Premiere der Weltmeisterschaft. 1992 in drei EM-Qualifikationsspielen im September, Oktober und November eingesetzt, folgten 1993 acht und 1994 zehn Berufungen in die A-Nationalmannschaft, darunter die beiden Finalspiele der EM 1993 mit abschließendem Titelgewinn, die beiden Finalsiege in den Turnieren um den Open Nordic Cup (2:1 vs. Schweden; am 14. März 1993) und um den Algarve-Cup (1:0 vs. Vereinigte Staaten; am 20. März 1994) sowie zwei Spiele im Turnier um den Chiquita Cup (2:3 vs. China; am 29. Juli in Harrisburg, 3:6 vs. Deutschland; am 2. August in Oakford). Ihr letztes Länderspiel bestritt sie am 24. September 1994 in Prag beim 9:0-Sieg über die Nationalmannschaft Tschechiens im letzten Spiel der EM-Qualifikationsgruppe 1.

## Erfolge
Nationalmannschaft
- Algarve-Cup-Sieger 1994
- Finalist Weltmeisterschaft 1991
- Europameister 1993
- Open Nordic Cup-Sieger 1993
- Finalist Europameisterschaft 1989, 1991
- Kanada-Pokal-Finalist 1990
- Sieger FIFA-Frauen-Einladungsturnier 1988 (inoffizielle Weltmeisterschaft)

Asker Fotball
- Norwegischer Meister 1988, 1989, 1991, 1992
- Norwegischer Pokal-Sieger 1990, 1991, -Finalist 1988

## Sonstiges
Seit dem Jahr 2021 ist sie mit der Moderatorin Sarah Natasha Melbye verheiratet, deren Nachname sie ihren angehängt hat.